# 薩多韋 (莫納斯特里斯卡區)
48°58′39″N 25°12′12″E / 48.97750°N 25.20333°E
薩多韋（烏克蘭語：Садове）是位於烏克蘭西部特諾皮爾州裏喬爾特基夫區的村莊，始建於1768年，面積1.58平方公里，2001年人口191，人口密度每平方公里178.5人。